# 宇沢弘文
宇沢 弘文（うざわ ひろふみ、旧字体：宇澤 弘文、1928年〈昭和3年〉7月21日 - 2014年〈平成26年〉9月18日）は、日本の経済学者。専門は数理経済学。意思決定理論、二部門成長モデル、不均衡動学理論などで功績を認められた。シカゴ大学ではジョセフ・E・スティグリッツを指導した。東京大学名誉教授。位階は従三位。

## 経歴

### 生い立ち
鳥取県米子市出身。父時夫は小学校の教師。宇沢家の始祖は江戸中期に遡る。元は米子の南に位置する法勝寺（現在の南部町）というところの出で、のちに米子に移った。生家は代々米屋を営んでいたが破産している（時期は不明）。宇沢家は長い間、男の子に恵まれなかった。全くの女系家族といってよい。父も祖父も婿養子である。祖父は大工だった。父は春日村の農家の生まれで、二十歳そこそこで宇沢家に婿入りした。宇沢が3歳の頃に父は教師を辞め、家屋を処分して家族を連れて東京に出た。

### 学生時代
東京府立第一中学校（現・東京都立日比谷高等学校）、旧制第一高等学校を卒業。府立一中の同級生に速水融や田中健五がいる。旧制一高の同級生に寺田和夫、伊藤順（伊藤貞市の子息）がおり、同じラグビー部に所属していた。
1951年に東京大学理学部数学科を卒業し、数学科の特別研究生となった。彌永昌吉に数論を、末綱恕一に数学基礎論を学んだが、経済・社会問題への関心から経済学に転じる。数学から経済学へ転じたのは、河上肇の『貧乏物語』を読み感動を覚えたからとも、太平洋戦争敗戦による日本の経済困窮をなんとかしたいという希望からとも言われる。

### 経済学者として
以後、統計数理研究所、朝日生命などに勤務した後、スタンフォード大学のケネス・アロー教授に送った論文が認められ、1956年に研究助手として渡米。スタンフォード大学、カリフォルニア大学バークレー校で研究教育活動を行い、1964年にシカゴ大学経済学部教授に36歳で就任した。専門的な論文として最適成長論や二部門成長論の業績があった。
1968年に東京大学経済学部に助教授として戻った（翌年教授）。シカゴ大学で教授であったにもかかわらずなぜ助教授なのかと当時の世界の経済学界で話題になったが、当時の日本の大学は年功序列で、宇沢が教授になる年齢に達していなかったためであった。また、アメリカを去った理由の一つとして、当時のアメリカがベトナム戦争にコミットしていたことに抗するところがあった。
1989年東京大学を退官。同年新潟大学に移り経済学部教授。1994年中央大学経済学部教授に就任、その後、同大学経済研究所専任研究員、同大学研究開発機構教授を歴任した。
日本に帰国以来40年以上にわたり日本政策投資銀行設備投資研究所顧問を務めていた。
成田空港問題では成田空港問題シンポジウムを主催した隅谷調査団の団員として活動した。また、地球的課題の実験村構想具体化検討委員会では座長を務めた。
東日本大震災直後の2011年3月21日、脳梗塞で倒れ、その後はリハビリテーションを続けていた。
2014年9月18日、肺炎のため東京都内の自宅で死去。86歳没。叙従三位。

## 年譜
- 1928年7月21日 - 鳥取県米子市に生まれる。
- 東京府立第一中学校(現東京都立日比谷高等学校)卒業。
- 1948年 - 第一高等学校理科乙類卒業。
- 1951年 - 東京大学理学部数学科卒業、1951年から1953年まで同特別研究生。
- 1953年 - 統計数理研究所勤務
- 1954年 - 朝日生命アクチュアリー
- 1956年 - スタンフォード大学経済学部研究員、1958年同助手、1959年同助教授。
- 1960年 - カリフォルニア大学バークレー校経済学部助教授。
- 1961年 - スタンフォード大学経済学部準教授。
- 1962年 - 経済学博士（東北大学）：博士論文『レオン・ワルラスの一般均衡理論に関する諸研究』[18]。
- 1964年 - シカゴ大学経済学部教授。
- 1968年 - 東京大学経済学部助教授、1969年同教授、1980年同経済学部長。
- 1989年 - 東京大学を定年退官、東京大学名誉教授。新潟大学経済学部教授に就任。
- 1994年 - 同大学退官、中央大学経済学部教授。
- 1999年 - 同大学経済学部教授定年退職、中央大学経済研究所専任研究員、国際連合大学高等研究所特任教授。
- 2000年 - 中央大学研究開発機構教授。
- 2003年 - 同志社大学社会的共通資本研究センター所長。
- 2009年 - 慶友国際医療研究所社会的共通資本研究室長。
- 2011年 - TPPを考える国民会議代表世話人。
- 2014年9月18日 - 肺炎のため東京都内で死去。86歳没。

## 業績
新古典派の成長理論を数学的に定式化し、二部門成長モデルや最適値問題の宇沢コンディションも構築した。新古典派経済成長モデルではその成長経路が安定的とされてきたが、宇沢は「安定的」なものではなくむしろ不安定なものである、また経済はケインズ的な失業を伴うという点に着目した。不均衡動学理論の展開により、アメリカ・ケインジアンたちに挑んだが、自らの着想の定式化に苦心した。国際経済学の分野では、関税による保護の下で資本を流入させると厚生が悪化し得るという宇沢＝浜田の命題を示した。

## 思想

### 反戦
著書『再検討』で、アメリカの経済学者が、費用便益分析でベトナム戦の殺戮率を計算していたことを批判している。宇沢は「ベトナム戦争は、広島・長崎への原爆投下にも匹敵する人類に対する最悪・最凶の犯罪である」と述べている。

### 環境問題
日本に帰国し、当時日本の社会問題だった公害による環境問題に関心を寄せ、自動車を批判し、環境運動の先端に立つようになった。1974年に都市開発・環境問題への疑問を提起した『自動車の社会的費用』を発表し、「社会的共通資本」の整備の必要性を説いた。『自動車の社会的費用』は「ベストセラー」や「ロングセラー」と評された。宇沢がこの著書で指摘したのは自動車の外部性の問題だった。
水俣病問題や三里塚闘争の仲裁にも関わり、地球温暖化に警鐘を鳴らした。地球温暖化の問題では、「（比例型）炭素税」を導入を主張した。東大教授時代は、電車や車を使わず、自宅からジョギングで通っていた。
大気や水道、教育、報道など地域文化を維持するため一つとして欠かせないと説き、市場原理に委ねてはいけないと主張している。

### フリードマン批判
シカゴ大学で同僚だったミルトン・フリードマンと激しく対立し、フリードマンの市場競争を優先させたほうが経済は効率的に成長するという主張に対し、宇沢は効率重視の過度な市場競争は、格差を拡大させ社会を不安定にすると反論した。
後年は、成長優先の政策を批判する立場に転換した。

### 社会主義・共産主義批判
宇沢は、西側の資本主義による成長優先政策を批判する一方で、ソ連型の社会主義体制、およびカール・マルクスの共産主義・マルクス主義についても批判している。宇沢は、ソ連型の社会主義社会は、うらやむべき体制ではないし、米ソを比較した場合、アメリカ経済の方が全体としてはうまくいっているとし、資本主義社会には内在的な不平等化傾向があり、所得分配の不平等の激化によって大衆の反抗を招き、革命によって社会主義へと移行するというマルクスのシナリオには疑問があるし、検証することができない種のものだと批判している。
また、1989年に刊行した『経済学の考え方』(岩波新書)において宇沢は、第二次世界大戦直後の時代において社会主義は、資本主義の欠陥を克服する理想的な制度とみなされたが、特にソ連と東欧の関係における対立によってそのような考えは修正を迫られたとする。1956年のハンガリー侵攻（反スターリニズムの動乱に対するソ連の軍事介入）、1968年のチェコスロバキア事件、1980年代のポーランド問題などにみられるように、ソ連は、世界的な統一的社会主義を形成し、ソ連による支配を実現しようとして、東欧諸国のヘゲモニーをとり、その方向づけを強制してきた。東欧諸国は、軍事的、経済的な面だけでなく、司法、電力、水道、教育などにおいてもソ連に対して従属関係にあったが、これは社会主義建設の理念のもとの「全人民国家」によって正当化されてきた。
さらに宇沢は、レオニード・ハーヴィッチのインセンティブ・コンパティビリティ (Incentive compatibility) (誘因両立性)理論を紹介して、社会主義を批判した。ミーゼスやハイエクの計画経済批判を発展させたハーヴィッチは、インセンティブ・コンパティビリティの条件を満たすようなマクロ経済計画は一般に不可能であることを証明した。宇沢によれば、ハーヴィッチの証明は限定的な証明であり、現実の社会主義における資源配分の問題に直接適用できるものではないが、社会主義に抱きがちな幻想の非論理性を的確に指摘したものであった。社会主義的な人間像では、資本主義から社会主義へ移行すれば、自己利益を追求する資本主義的人間から、人格的完成度を持つ社会主義的人間へと変貌していくとされてきた。しかし、社会主義国家における官僚も、自己利益を追求する本来的性向を持つし、しかも、資本主義国家における権限よりもはるかに強力な権限を付与され、かつ、党によってコントロールされており、社会主義国家におけるインセンティブ・コンパティビリティの問題は、資本主義におけるそれよりも深刻な問題をもたらす。資本主義では、投機による景気変動の不安定な波が存在するが、社会主義では、農業における自然的人工的要因によって惹き起こされる変動と、経済計画と現実との乖離から生じる変動とが共鳴して不安定な波が作り出される。また、資本主義では、市場経済の動きによって環境破壊が発生するが、社会主義では、党が主導する国家官僚の偏向や俗悪性がさらに拡大し、時として資本主義以上に深刻な環境破壊が発生する。かつて社会主義は自由で抑圧されない人間的な社会とみなされていたが、現在(1989年）では、資本主義と同様の非人間的な暗いイメージを提示していると総括した。

## 人物像
- 健康法はジョギング[5][32]、趣味は山歩き[5]であった。ランニングシャツと短パン姿の宇沢は東京都内でよく見かけられており、新幹線車中でも目撃されている[32]。
- 数学オリンピック予選参加者の指導者・子供らは、本当は数学が好きではないのではないかという批判的考察を加えている[33]。
- 東京大学在職中に、五月祭のポスターに天使の姿で起用されたことがある[34]。
- 飛行機という手段で移動することに嫌悪感をもっており、海外への渡航にはやむを得ず使うが、国内の移動には沖縄を例外として決して用いようとしなかった。シカゴ大教授時代、羽田からシカゴへの直行便に搭乗する度にベトナム戦争で「ジェノサイド」を行っていた米兵と乗り合わせなければならず恐怖を感じていたことに由来するとしている[35]。

## 顕彰その他
1983年文化功労者、1989年日本学士院会員。東京大学名誉教授。
1995年米国科学アカデミー客員会員、1997年文化勲章、Econometric SocietyのFellow(終身)。1976年から1977年までEconometric Society会長。
2009年ブループラネット賞。
出身地である鳥取県米子市では逝去の翌年（2015年）、宇沢理論を学ぶ「よなご宇沢会」が設立され、記念フォーラムを開くなどしている。市は米子市民栄光賞を贈った。
また、宇沢（数理経済学）は、小宮隆太郎（国際経済学）、根岸隆（経済理論）らとともに、東大経済を代表する"巨匠"に度々名を挙げられる。

## 門下生
浅子和美・吉川洋・小川喜弘・清滝信宏・松島斉・宮川努・岩井克人・西沢利郎らは、東京大学の宇沢ゼミ出身。東大の経済学部の講義では、自身の思想に共鳴しない学生を排除することもあったため、ゼミの学生がゼロになることもあった。小島寛之は大学等の公的な機関を通してでなく、私的な形で宇沢の薫陶を受けた。
デイヴィッド・キャスやカール・シェルさらにはミゲル・シドロスキーらは、博士課程指導学生。ジョセフ・E・スティグリッツ・ジョージ・アカロフらは、シカゴ大学時代、宇沢の授業を受けたことがある。ジョセフ・スティグリッツは、1965年から1966年にかけて、宇沢の在籍したシカゴ大学の宇沢の下で研究を行った。

## 家族・親族

### 宇沢家
（鳥取県米子市、東京都）
- 祖父（大工[6]）
- 父・時夫（小学校教員[6]）
- 母・寿子（としこ[6]）
- 兄[5]
- 弟・充圭[5][44]（1937年生、整形外科医、慶應義塾大学医学部卒）
- 妹[5]
- 妻・浩子[5]（1929年生、成蹊大学卒）
- 岳父・青芳勝久[44]（1883年生、徳島師範学校、プリンストン神学校各卒）
- 長男・達[5][44]（1959年生、数学者、東京大学大学院修了）
- 二男・聡[5][44]（1960年生、生物学者、京都大学大学院修了）
- 長女・占部まり[5][45]（1965年生、内科医、東京慈恵会医科大学卒）
- 娘婿・占部憲[44][46]（整形外科医、金沢大学医学部卒）

## 著作

### 単著
- 『自動車の社会的費用』(岩波書店〈岩波新書〉, 1974年) [著作集第1巻所収]
- 『近代経済学の再検討――批判的展望』(岩波書店〈岩波新書〉, 1977年) [著作集第2巻所収]
- 『ケインズ「一般理論」を読む』(岩波書店, 1984年／岩波現代文庫, 2008年) [著作集第3巻所収]
- 『近代経済学の転換』(岩波書店, 1986年) [著作集第4巻所収]
- 『経済動学の理論』(東京大学出版会, 1986年) [著作集第5巻所収]
- 『現代を問う』(東京大学出版会, 1986年)
- 『現代日本経済批判』(岩波書店, 1987年) [著作集第7巻所収]
- 『公共経済学を求めて』(岩波書店, 1987年) [著作集第8巻所収]
- Preference, Production, and Capital: Selected Papers of Hirofumi Uzawa, (Cambridge University Press, 1988).
- Optimality, Equilibrium, and Growth: Selected Papers of Hirofumi Uzawa, (University of Tokyo Press, 1988).
- 『経済学の考え方』(岩波書店〈岩波新書〉, 1989年) [著作集第9巻所収]
- 『学問の自由と経済学の危機』(かもがわ出版：かもがわブックレット, 1989年)
- 『「豊かな社会」の貧しさ』(岩波書店, 1989年) [著作集第10巻所収]
- 『経済解析――基礎篇』(岩波書店, 1990年)
- 『「成田」とは何か――戦後日本の悲劇』(岩波書店〈岩波新書〉, 1992年) [著作集第10巻所収]
- 『二十世紀を超えて』(岩波書店, 1993年) [著作集第12巻所収]
- 『地球温暖化の経済学』(岩波書店, 1995年) [著作集第11巻所収]
- 『地球温暖化を考える』(岩波書店〈岩波新書〉, 1995年)
- 『経済に人間らしさを――社会的共通資本と共同セクター』(かもがわ出版：かもがわブックレット, 1998年)
- 『日本の教育を考える』(岩波書店〈岩波新書〉, 1998年)
- 『算数から数学へ』(岩波書店, 1998年)
- 『好きになる数学入門1 方程式を解く――代数』(岩波書店, 1998年)
- 『好きになる数学入門2 図形を考える――幾何』(岩波書店, 1999年)
- 『好きになる数学入門3 代数で幾何を解く――解析幾何』(岩波書店, 1999年)
- 『ゆたかな国をつくる――官僚専権を超えて』(岩波書店, 1999年)
- 『社会的共通資本』(岩波書店〈岩波新書〉, 2000年)
- 『ヴェブレン』(岩波書店, 2000年)
- 『好きになる数学入門4 図形を変換する――線形代数』(岩波書店, 2000年)
- 『好きになる数学入門5 関数をしらべる――微分法』(岩波書店, 2001年)
- 『好きになる数学入門6 微分法を応用する――解析』(岩波書店, 2001年)
- Economic Theory and Global Warming, (Cambridge University Press, 2003).
- 『経済学と人間の心』(東洋経済新報社, 2003年)
- 『経済解析――展開篇』(岩波書店, 2003年)
- Economic Analysis of Social Common Capital, (Cambridge University Press, 2005).
- 『経済学は人びとを幸福にできるか』(東洋経済新報社, 2013年)
- 『経済と人間の旅』(日本経済新聞出版社, 2014年／日経ビジネス人文庫, 2017年)
- 『宇沢弘文の経済学 社会的共通資本の論理』(日本経済新聞出版社, 2015年)
- 『宇沢弘文 傑作論文全ファイル』(東洋経済新報社, 2016年）
- 『人間の経済』（新潮社〈新潮新書〉、2017年）。講演録

### 共著
- Studies in Linear and Non-Linear Programming, with Kenneth J. Arrow and Leonid Hurwicz (Stanford University Press, 1958).
- (稲田献一)『現代経済学(5)経済発展と変動』(岩波書店, 1972年)
- (渡辺格)『科学者の疑義——生命科学と経済学の対話』(朝日出版社, 1977／日本経済新聞社, 2017)
- (ジョーン・ロビンソン他)『現代経済学への反省——対談集』(岩波書店, 1987年)
- (宮本憲一・石川経夫・内橋克人・佐和隆光)『社会の現実と経済学——21世紀に向けて考える』(岩波書店, 1994年)
- (内橋克人)『始まっている未来——新しい経済学は可能か』(岩波書店, 2009年)

### 編著
- 『講座21世紀へ向けての医学と医療(4)医療の経済学的分析』(日本評論社, 1987年)
- 『日本経済――蓄積と成長の軌跡』(東京大学出版会, 1989年)
- 『日本企業のダイナミズム』(東京大学出版会, 1991年)
- 『三里塚アンソロジー』(岩波書店, 1992年)

### 共編著
- (竹内啓・伊藤誠・石井寛治)『経済学と現代』(東京大学出版会, 1974年)
- (鬼塚雄丞)『国際金融の理論――変動相場制と経済政策』(東京大学出版会, 1983年)
- (篠原一)『世紀末の選択――ポスト臨調の流れを追う』(総合労働研究所, 1986年)
- (河合隼雄・藤沢令夫・渡辺慧)『岩波講座転換期における人間(全11巻)』(岩波書店, 1989年-1990年)
- (堀内行蔵)『最適都市を考える』(東京大学出版会, 1992年)
- (高木郁朗)『市場・公共・人間――社会的共通資本の政治経済学』(第一書林, 1992年)
- (國則守生)『地球温暖化の経済分析』(東京大学出版会, 1993年)
- (茂木愛一郎)『社会的共通資本――コモンズと都市』(東京大学出版会, 1994年)
- (國則守生)
  - 『制度資本の経済学』(東京大学出版会, 1995年)
  - 『地球温暖化と経済成長――日本の役割を問う』(岩波書店〈岩波ブックレット〉, 1997年)
- (花崎正晴)『金融システムの経済学――社会的共通資本の視点から』(東京大学出版会, 2000年)
- (田中廣滋)『地球環境政策』(中央大学出版部, 2000年)
- (薄井充裕・前田正尚)『社会的資本としての都市(1)都市のルネッサンスを求めて』(東京大学出版会, 2003年)
- (國則守生・内山勝久)『社会的資本としての都市(2)21世紀の都市を考える』(東京大学出版会, 2003年)
- （武田晴人）『日本の政策金融(1)高成長経済と日本開発銀行』（東京大学出版会、2009年）
- (大熊孝)『社会的共通資本としての川』(東京大学出版会, 2010年)
- (橘木俊詔・内山勝久)『格差社会を越えて』(東京大学出版会, 2012年)

### 著作集
- 『宇沢弘文著作集 新しい経済学を求めて』(岩波書店, 1994年-1995年) ISBN 978-4-00-203160-6
  - 1巻「社会的共通資本と社会的費用」
  - 2巻「近代経済学の再検討」
  - 3巻「ケインズ『一般理論』を読む」
  - 4巻「近代経済学の転換」
  - 5巻「経済動学の理論」
  - 6巻「環境と経済」
  - 7巻「現代日本経済批判」
  - 8巻「公共経済学の構築」
  - 9巻「経済学の系譜」
  - 10巻「高度経済成長の陰影」
  - 11巻「地球温暖化の経済分析」
  - 12巻「20世紀を超えて―都市・国家・文明―」

### 訳書
- ジョーン・ロビンソン『異端の経済学』(日本経済新聞社, 1973年)
- ジョーン・ロビンソン, ジョン・イートウェル『現代経済学』(岩波書店, 1976年)
- S・ボウルズ, H・ギンタス『アメリカ資本主義と学校教育――教育改革と経済制度の矛盾』(岩波書店（全2巻）, 1986年-1987年、新版2008年)

### 主要論文
- "Uzawa, Hirofumi (1961). “On a Two-Sector Model of Economic Growth”. The Review of Economic Studies 29 (1):  40-47. JSTOR 2296180.
- "Uzawa, Hirofumi (1962). “Production Functions with Constant Elasticities of Substitution”. The Review of Economic Studies 29 (4):  291-299. JSTOR 2296305.
- "Uzawa, Hirofumi (1965). “Optimum Technical Change in an Aggregative Model of Economic Growth”. International Economic Review 6 (1):  18-31. JSTOR 2525621.